# イン・ロック・ウィ・トラスト
『イン・ロック・ウィ・トラスト』(In Rock We Trust)は、アメリカ合衆国のハードロック・バンド、Y&Tが1984年に発表したスタジオ・アルバム。前身のイエスタデイ&トゥデイ時代を含めると6作目、Y&Tと改名してからは4作目に当たる。

## 背景
レーベルの意向によって外部ソングライターが大々的に起用されており、デイヴ・メニケッティは2012年のインタビューで「今でも『イン・ロック・ウィ・トラスト』は偉大なレコードだと思うし、誇りにしているけど、それは変化の時だった。他のソングライターと仕事をするなんて俺達のやりたいことじゃなかったし、最初のうちは大変だったけど、俺達は何とかやってみたよ」と語っている。ジューダス・プリーストの作品を多数手掛けてきたトム・アロムがプロデューサーに起用された。
本作リリース後のライヴでは、ジャケットに描かれたロボットがステージ・セットとして使用された。
リマスターCDにボーナス・トラックとして追加収録された「ゴー・フォー・ザ・スロート」は、ライヴ・アルバム『オープン・ファイアー』（1985年）で発表された曲で、スタジオ録音のヴァージョンはチャリティ・プロジェクト「ヒア・アンド・エイド」のアルバム『Hear 'n Aid』（1986年）に提供された。本作のリマスターCDにはスタジオ・ヴァージョンが収録されている。

## 反響
母国アメリカのBillboard 200では46位に達し、自身唯一の全米トップ50アルバムとなった。全英アルバムチャートでは自身最高の33位を記録するが、Y&Tは本作を最後に、イギリスではヒットに恵まれなくなる。

## 収録曲
特記なき楽曲は作詞がフィル・ケネモアとジェフリー・リーブ、作曲がY&Tとジェフリー・リーブによる。
1. ロック&ロールズ・ゴナ・セイヴ・ザ・ワールド - "Rock & Roll's Gonna Save the World" – 4:41
2. ライフ、ライフ、ライフ - "Life, Life, Life" – 4:36
3. マスターズ・アンド・スレイヴズ - "Masters and Slaves" – 4:01
4. アイル・キープ・オン・ビリーヴィン - "I'll Keep on Believin' (Do You Know)" (Y&T, Geoffrey Leib, Bennie La Barge) – 3:48
5. ブレイク・アウト・トゥナイト! - "Break Out Tonight!" – 4:22
6. リップスティック・アンド・レザー - "Lipstick and Leather" (Y&T, G. Leib, B. La Barge) – 3:26
7. ドント・ストップ・ランニン - "Don't Stop Runnin'" – 4:21
8. ドライヴィン・ミー・クレイジー - "(Your Love Is) Drivin' Me Crazy" – 4:55
9. シーズ・ア・ライアー - "She's a Liar" – 3:35
10. ディス・タイム - "This Time" – 5:37

### リマスターCDボーナス・トラック
1. ゴー・フォー・ザ・スロート - "Go for the Throat" (Y&T) – 4:34

## 参加ミュージシャン
- デイヴ・メニケッティ - ボーカル、ギター
- ジョーイ・アルヴィス - ギター、バッキング・ボーカル
- フィル・ケネモア - ベース、バッキング・ボーカル
- レオナード・ヘイズ - ドラムス、パーカッション、バッキング・ボーカル